# Picton (North Yorkshire)
Picton – osada w Anglii, w hrabstwie North Yorkshire, w dystrykcie (unitary authority) North Yorkshire. Leży 59 km na północ od miasta York i 338 km na północ od Londynu.